# Klaus Sohl
Klaus Sohl (* 25. Juni 1935 in Dresden) ist ein deutscher Historiker und ehemaliger Museumsleiter.

## Leben
Nach seinem Abitur in Dresden studierte Klaus Sohl u. a. bei Walter Markov, Ernst Engelberg und Ernsgert Kalbe an der Universität Leipzig Geschichte auf Lehramt. Zudem erlangte er während des Studiums Kenntnisse der bulgarischen Sprache und Geschichte. Nach seinem Examen als Geschichtslehrer wurde er 1957 Mitarbeiter im Georgi-Dimitroff-Museum Leipzig mit den Forschungsschwerpunkten Geschichte der Arbeiterbewegung und des Antifaschismus. 1969 wurde er dort stellvertretender Direktor und verantwortlich für die Sammlungsarbeit des Museums. Im Jahr 1978 wurde er zum Thema Zur Rolle der Braunbücher bei der Entlarvung der Reichstagsbrandprovokation und der Verbreiterung der antifaschistischen Kampffront promoviert.
1979 wurde er als Nachfolger von Lothar Wenzel Direktor des Museums für die Geschichte der Stadt Leipzig. Die Erforschung der Regionalgeschichte erfuhr in dieser Zeit eine Aufwertung, Sohl profitierte davon in der Arbeit des Museums. Er gab weiter das Jahrbuch zur Geschichte der Stadt Leipzig heraus, ab 1981 unregelmäßiger unter dem Titel Leipzig. Aus Vergangenheit und Gegenwart. Beiträge zur Stadtgeschichte erscheinend. 1990 gab er mit dem Band Neues Leipzigisches Geschicht-Buch die erste wissenschaftliche Gesamtdarstellung der Leipziger Stadtgeschichte heraus, ab 1994 das in Loseblatt-Form erschienene Leipzig-Archiv mit hochwertigen Faksimiles aus Leipziger Museen und Archiven, für das er zahlreiche Beiträge verfasste.
1996 wurde er als Direktor des Stadtgeschichtlichen Museums von Volker Rodekamp abgelöst, im Jahr 2000 ging er in den Ruhestand. Sohl lebt in Taucha bei Leipzig.

## Schriften (Auswahl)

### Einzelschriften
- ... und siehe, wir leben. Der Ehrenhain antifaschistischer Widerstandskämpfer und verdienter Sozialisten auf dem Leipziger Südfriedhof. Kommission zur Erforschung der Geschichte der Örtlichen Arbeiterbewegung bei der Stadtleitung der Sozialistischen Einheitspartei Deutschlands, Leipzig 1986, DNB 890066116.
- Die Völkerschlacht bei Leipzig (= HCS Kunstdrucke). Schmiedicke, Leipzig 1987, ISBN 978-3-7492-0111-2.
- mit Alexander Wendt: Leipzig. Im Zentrum Europas. Schmidt-Römhild, Leipzig 1995, ISBN 978-3-7950-3900-4.
- mit Roland Dreßler: Leipzig. Artcolor-Verlag, Hamm und Leipzig 1995, ISBN 978-3-89261-184-4.
- Leipzig. Sachsens Tor zur Welt, Hrsg.: Transit-Fotoagentur. Artcolor-Verlag, Ascheberg 2001, ISBN 978-3-89743-258-1.
- mit Katrin Sohl: Johannes Mühler – Bewahrte Augenblicke. Aus den Familienalben eines Leipziger Fotografen. Eudora-Verlag, Leipzig 2014, ISBN 978-3-938533-55-0.

### Herausgeberschaft
- Jahrbuch zur Geschichte der Stadt Leipzig. Museum für Geschichte der Stadt Leipzig, Leipzig 1980, ISSN 0138-4740.
- Leipzig. Aus Vergangenheit und Gegenwart. Beiträge zur Stadtgeschichte. [Band 1–7], Museum für Geschichte der Stadt Leipzig in Zusammenarbeit mit der Sektion Geschichte der Karl-Marx-Universität Leipzig und dem Stadtarchiv Leipzig. Fachbuchverlag, Leipzig 1981–1990 ISSN 0232-1661
- Neues Leipzigisches Geschicht-Buch. Fachbuchverlag, Leipzig 1990, ISBN 978-3-343-00665-6.
- Maximilian Poppe: Leipzigs Völkerschlacht. Chronologische Übersicht der wichtigsten Begebenheiten aus den Kriegsjahren 1806 – 1815. Mit besonderer Beziehung auf Leipzigs Völkerschlacht. 3. Auflage, Offizin Andersen Nexö, Leipzig 1993, DNB 940640163.
- Das Völkerschlachtdenkmal (= Touristführer). Sachsenbuch, Leipzig 1993, ISBN 978-3-910148-62-8.
- Leipzig-Archiv. Archiv-Verlag, Braunschweig 1994–2008, DNB 942484436.
- mit Ekkehard Henschke: Luther und Leipzig. Beiträge und Katalog zur Ausstellung (= Schriften aus der Universitätsbibliothek Leipzig. Band 3). Universitäts-Bibliothek, Leipzig 1996, ISBN 978-3-910108-97-4.
- Friedrich Gottlob Leonhardi: Leipzig um 1800. [Kommentierte und mit einem Register versehene Neuausgabe der "Geschichte und Beschreibung der Kreis- und Handelsstadt Leipzig" (1799)]. Lehmstedt, Leipzig 2010, ISBN 978-3-942473-03-3.